# Contea di Norman
La contea di Norman in inglese Norman County è una contea dello Stato del Minnesota, negli Stati Uniti. La popolazione al censimento del 2000 era di 7 442 abitanti. Il capoluogo di contea è Ada